# 아크마드 나위르
아크마드 나위르(인도네시아어: Achmad Nawir, 1911년 ~ 1995년 4월)는 인도네시아의 전 축구 선수이다.
그는 인도네시아가 식민지였던 시절 네덜란드령 동인도 축구 국가대표팀의 주장으로서 1938년 FIFA 월드컵에 참가했다.
또한 나위르는 축구 선수이면서도 의사이기도 했으며, 월드컵 역사상 유일하게 안경을 쓰고 경기한 선수이다.